# جی‌آربی ۰۸۰۳۱۹بی

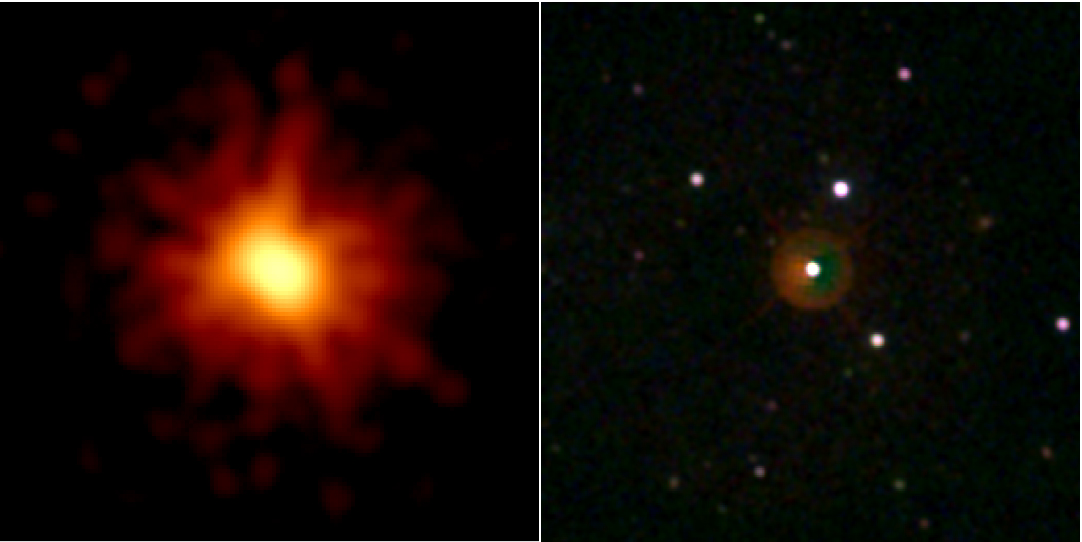
جی‌آربی ۰۸۰۳۱۹بی: درخشان‌ترین انفجار پرتو گامایی که تاکنون دیده شده است.

جی‌آربی ۰۸۰۳۱۹بی (انگلیسی: GRB 080319B) انفجار پرتو گامایی بود که توسط ماهوارهٔ سوئیفت در ساعت ۰۶:۱۲ یوتی‌سی در ۱۹ مارس ۲۰۰۸ شناسایی شد. این انفجار رکورد جدیدی را برای دورترین جسم قابل مشاهده با چشم غیرمسلح از خود به جای گذاشت:اوج قدر ظاهری بصری این انفجار ۵٫۷ بود و برای حدود ۳۰ ثانیه برای چشم انسان قابل مشاهده بود.قدر ظاهری آن برای تقریباً ۶۰ ثانیه روشن‌تر از ۹٫۰ بوده‌است. اگر این رویداد از فاصلهٔ ۱ واحد نجومی دیده می‌شد، اوج قدر ظاهری آن ۶۷٫۵۷- (۲۱ کوادریلیون برابر روشن‌تر از خورشید دیده‌شده از زمین) می‌بود.